# Edward Alleyn
Edward Alleyn (Bishopsgate, Londres, 1 de setembre de 1566 - Londres, 25 de novembre de 1626), fou un actor anglès, va esser una figura destacada dins del teatre isabelí i fou fundador del Dulwich College i la Alleyn's School.
Conegut pels seus contemporanis com a "Ned", el seu cognom s'escriu de vegades com Allen o Alleyne. No se sap quan va començar a actuar, però es va distingir en aquest ofici sent molt jove, ja que ja l'any 1583 el seu nom estava entre els actors de William Somerset, 3r comte de Worcester, i normalment es refereixen a ell com el més destacat actor de l'època.
A la dècada de 1590 la seva carrera va arribar al seu punt àlgid, amb la seva gran presència escènica fent d'ell un actor ideal per a encarnar els papers de Christopher Marlowe: Faust i Tamerlà, que probablement van ser escrits especialment per a ell.
Es va retirar en el cim de la seva fama al voltant de 1598, i es diu que la reina Isabel en persona li va demanar que tornés als escenaris, el que va fer fins a 1604.
Ben Jonson, un crític que tendia a exaltar els mèrits dels homes destacats entre els seus contemporanis, va lloar sense mesura l'actuació d'Alleyn (Epigrames, núm. 89). Thomas Nashe va expressar en prosa, a Pierce Penniless, la seva admiració per ell, mentre que Thomas Heywood el considerava "inimitable", "el millor dels actors," "Proteu en les seves formes i Roscio en la seva llengua".
Alleyn va heretar propietats a Bishopsgate per part del seu pare. El seu matrimoni amb Joan Woodward el 22 d'octubre de 1592, fillastra de Philip Henslowe, amb el temps li va portar major fortuna. Es va convertir en soci de Henslowe, i al final en únic propietari de diversos teatres profitosos, rotlles per a la lluita entre ossos i prostíbuls. Entre aquests estaven el teatre the Rose a Bankside, el Paris Garden i el Fortune Theatre a St. Luke's, l'últim ocupat per la companyia Admiral's Men, dels quals Alleyn era el líder. Va assumir, també, amb Henslowe, el lloc de "mestre dels jocs del rei d'ossos, toros i gossos". En algunes ocasions, va dirigir l'esport en persona, i John Stow en les seves Cròniques relata com Alleyn va organitzar una lluita de lleó amb gossos per a Jaume I d'Anglaterra i VI d'Escòcia a la Torre de Londres.
La connexió d'Alleyn amb Dulwich va començar el 1605, quan va comprar la mansió de Dulwich a Sir Francis Calton. La propietat en el seu conjunt no va passar a les mans d'Alleyn fins al 1614. Anava des de l'alt dels pujols Surrey en el cim dels quals està avui la torre de transmissió televisiva del Crystal Palace, al cim de la serra paral·lela, tres milles més prop de Londres, conegut en els seus diversos fragments com a Herne Hill, Denmark Hill i Champion Hill. Alleyn va adquirir aquesta gran propietat per poc més de 35.000 lliures. Tot just havia pres possessió d'ella, no obstant això, quan la qüestió de com anava a disposar d'ella va començar a preocupar-li. Encara mancava de fills, després de vint anys de matrimoni. Llavors aquest pròsper actor va començar la tasca de construir i crear en vida el College of God's Gift a Dulwich. Alleyn finalment va assolir el seu propòsit el va fundar amb una dotació de carta patent de Jaume I d'Anglaterra i VI d'Escòcia datada el 21 de juny de 1619. L'edifici ja s'havia començat el 1613.
Alleyn mai va ser membre de la seva pròpia fundació, però va seguir els seus assumptes gràcies als poders que li atorgaven les patents. El seu diari personal mostra que es va involucrar molt en la vida de la fundació, notes de les quals es dedueix que era un home genial, amable i religiós. El fet que els nois sovint feien representacions teatrals indica el seu amor cap a la seva vella professió.
La primera dona d'Alleyn va morir el 28 de juny de 1623. El 3 de desembre d'aquell mateix any es va casar amb Constance, filla de John Donne, el poeta i degà de la Catedral de Saint Paul. Alleyn va morir al novembre de 1626 i està enterrat a la capella del col·legi que va fundar. La seva tomba fixa el dia de la seva mort en el 21, però es creu que va ser el 25.
El 1610 fou membre de la corporació de coadjutors de St. Salvador, a Southwark, i hi ha una finestra commemorativa a la seva catedral. Un retrat de l'actor s'exhibeix a la galeria de pintures de Dulwich.

## Curiositats
Alleyn apareix a la pel·lícula de 1998 Shakespeare in Love interpretat per Ben Affleck. És retratat com un actor estereotípicament egocèntric que accepta dirigir i organitzar el paper de Mercutio a Romeo i Julieta després que se li digui que el títol de l'obra és "Mercutio". Més tard es redimeix aconsellant a Shakespeare que canviï el nom per a adequar el títol al veritable focus de l'obra.